# Tanzsportweltmeisterschaft (Latein)
Die Weltmeisterschaften in den Lateinamerikanischen Tänzen werden für Amateure und Profis getrennt durchgeführt.

## Profis
Die Weltmeisterschaften der Profis in den Lateinamerikanischen Tänzen werden seit ihrer Organisation durch das International Council of Ballroom Dancing (ICBD) im Jahre 1959 jährlich im letzten Quartal des Jahres ausgetragen. Das ICBD wurde seitdem in World Dance Council (WDC) umbenannt und repräsentiert alle großen Länder, die sich aktiv am Profi-Tanzen beteiligen.
Seit der Eröffnung der Professional Division der World Dance Sport Federation (WDSF) im Juni 2010, wird auch dort eine Weltmeisterschaft der Professionals in den Lateinamerikanischen Tänzen durchgeführt.

### World Dance Council (WDC)
Die erfolgreichsten Tanzpaare bisher waren Donnie Burns und Gaynor Fairweather (14× Weltmeister, 1984–1996 und 1998), Riccardo Cocchi & Yulia Zagoruychenko (10× Weltmeister, 2010–2019), sowie Bryan Watson und Carmen Vincelj (9× Weltmeister, 1999–2007).
| Jahr | Sieger                                 | Herkunft              | Austragungsort                                         |
| ---- | -------------------------------------- | --------------------- | ------------------------------------------------------ |
| 1959 | Leonard Patrick & Doreen Key           | England               | Lyceum Ballroom, London, England                       |
| 1960 | Roger & Michelle Ronnaux               | Frankreich            | Deutschlandhalle, West-Berlin, BR Deutschland          |
| 1961 | Bill & Bobbie Irvine                   | Südafrikanische Union | Hammersmith Palais, London, England                    |
| 1962 | Walter Laird & Lorraine Reynolds       | England               | Festival Hall, Melbourne, Australien                   |
| 1963 | Walter Laird & Lorraine Reynolds       | England               | Royal Albert Hall, London, England                     |
| 1964 | Walter Laird & Lorraine Reynolds       | England               | Deutschlandhalle, West-Berlin, BR Deutschland          |
| 1965 | Walter & Marianne Kaiser               | Schweiz               | Empire Pool, Wembley, England                          |
| 1966 | Bill & Bobbie Irvine                   | England               | Deutschlandhalle, West-Berlin, BR Deutschland          |
| 1967 | Rudolf & Mechthild Trautz              | BR Deutschland        | Festival Hall, Melbourne, Australien                   |
| 1968 | Bill & Bobbie Irvine                   | England               | Royal Albert Hall, London, England                     |
| 1969 | Rudolf & Mechthild Trautz              | BR Deutschland        | Budokan Hall, Tokio, Japan                             |
| 1970 | Rudolf & Mechthild Trautz              | BR Deutschland        | Royal Albert Hall, London, England                     |
| 1971 | Rudolf & Mechthild Trautz              | BR Deutschland        | Deutschlandhalle, West-Berlin, BR Deutschland          |
| 1972 | Wolfgang & Evelyn Opitz                | BR Deutschland        | Royal Albert Hall, London, England                     |
| 1973 | Hans-Peter & Ingeborg Fischer          | Österreich            | Madison Square Garden, New York, Vereinigte Staaten    |
| 1974 | Hans-Peter & Ingeborg Fischer          | Österreich            | Royal Albert Hall, London, England                     |
| 1975 | Hans-Peter & Ingeborg Fischer          | Österreich            | Deutschlandhalle, West-Berlin, BR Deutschland          |
| 1976 | Peter Maxwell & Lynn Harman            | England               | Meistersingerhalle, Nürnberg, BR Deutschland           |
| 1977 | Alan & Hazel Fletcher                  | England               | Budokan Hall, Tokio, Japan                             |
| 1978 | Alan & Hazel Fletcher                  | England               | Deutschlandhalle, West-Berlin, BR Deutschland          |
| 1979 | Alan & Hazel Fletcher                  | England               | Sportzentrum, Baden, Schweiz                           |
| 1980 | Alan & Hazel Fletcher                  | England               | Entertainment Centre, Perth, Australien                |
| 1981 | Alan & Hazel Fletcher                  | England               | Royal Albert Hall, London, England                     |
| 1982 | Espen & Kirsten Salberg                | Norwegen              | Budokan Hall, Tokio, Japan                             |
| 1983 | Espen & Kirsten Salberg                | Norwegen              | Westfalenhalle, Dortmund, BR Deutschland               |
| 1984 | Donnie Burns & Gaynor Fairweather      | Schottland            | Royal Albert Hall, London, England                     |
| 1985 | Donnie Burns & Gaynor Fairweather      | Schottland            | Ekeberg Idrettshall, Oslo, Norwegen                    |
| 1986 | Donnie Burns & Gaynor Fairweather      | Schottland            | Bournemouth, England                                   |
| 1987 | Donnie Burns & Gaynor Fairweather      | Schottland            | Sheraton Bal Harbour, Miami, Vereinigte Staaten        |
| 1988 | Donnie Burns & Gaynor Fairweather      | Schottland            | Westfalenhalle, Dortmund, BR Deutschland               |
| 1989 | Donnie Burns & Gaynor Fairweather      | Schottland            | Slagharen, Niederlande, Niederlande                    |
| 1990 | Donnie Burns & Gaynor Fairweather      | Schottland            | Ekeberg Idrettshall, Oslo, Norwegen                    |
| 1991 | Donnie Burns & Gaynor Fairweather      | Schottland            | Sheraton Bal Harbour, Miami, Vereinigte Staaten        |
| 1992 | Donnie Burns & Gaynor Fairweather      | Schottland            | Olympiahalle, München, Deutschland                     |
| 1993 | Donnie Burns & Gaynor Fairweather      | Schottland            | Wintergardens, Blackpool, England                      |
| 1994 | Donnie Burns & Gaynor Fairweather      | Schottland            | Budokan Hall, Tokio, Japan                             |
| 1995 | Donnie Burns & Gaynor Fairweather      | Schottland            | Wien, Österreich                                       |
| 1996 | Donnie Burns & Gaynor Fairweather      | Schottland            | Fontainbleu Hotel, Miami Beach, Vereinigte Staaten     |
| 1997 | Hans-Reinhard Galke & Bianca Schreiber | Deutschland           | Gerry Weber Stadion, Halle (Westfalen), Deutschland    |
| 1998 | Donnie Burns & Gaynor Fairweather      | Schottland            | Sun City, Südafrika, Südafrika                         |
| 1999 | Bryan Watson & Carmen Vincelj          | Deutschland           | New Otani Hotel, Tokio, Japan                          |
| 2000 | Bryan Watson & Carmen Vincelj          | Deutschland           | Westfalenhalle, Dortmund, Deutschland                  |
| 2001 | Bryan Watson & Carmen Vincelj          | Deutschland           | Empress Ballroom, Blackpool, England                   |
| 2002 | Bryan Watson & Carmen Vincelj          | Deutschland           | Fontainbleu Hotel, Miami Beach, Vereinigte Staaten     |
| 2003 | Bryan Watson & Carmen Vincelj          | Deutschland           | Innsbruck, Österreich                                  |
| 2004 | Bryan Watson & Carmen Vincelj          | Deutschland           | Westin Diplomat, Hollywood/Florida, Vereinigte Staaten |
| 2005 | Bryan Watson & Carmen Vincelj          | Deutschland           | Le Palestre, Le Cannet, Frankreich                     |
| 2006 | Bryan Watson & Carmen Vincelj          | Deutschland           | Irvine, Vereinigte Staaten                             |
| 2007 | Bryan Watson & Carmen Vincelj          | Deutschland           | The Kremlin, Moskau, Russland                          |
| 2008 | Michael Malitowski & Joanna Leunis     | Polen                 | Innsbruck, Österreich                                  |
| 2009 | Michael Malitowski & Joanna Leunis     | Polen                 | Winter Gardens, Blackpool, England                     |
| 2010 | Riccardo Cocchi & Yulia Zagoruychenko  | Vereinigte Staaten    | Maritim Hotel, Bonn, Deutschland                       |
| 2011 | Riccardo Cocchi & Yulia Zagoruychenko  | Vereinigte Staaten    | The Kremlin, Moskau, Russland                          |
| 2012 | Riccardo Cocchi & Yulia Zagoruychenko  | Vereinigte Staaten    | Innsbruck, Österreich                                  |
| 2013 | Riccardo Cocchi & Yulia Zagoruychenko  | Vereinigte Staaten    | Irvine, Vereinigte Staaten                             |
| 2014 | Riccardo Cocchi & Yulia Zagoruychenko  | Vereinigte Staaten    | Disney Resort, Paris, Frankreich                       |
| 2015 | Riccardo Cocchi & Yulia Zagoruychenko  | Vereinigte Staaten    | Warschau, Polen                                        |
| 2016 | Riccardo Cocchi & Yulia Zagoruychenko  | Vereinigte Staaten    | Moskau, Russland                                       |
| 2017 | Riccardo Cocchi & Yulia Zagoruychenko  | Vereinigte Staaten    | Shanghai, Volksrepublik China                          |
| 2018 | Riccardo Cocchi & Yulia Zagoruychenko  | Vereinigte Staaten    | Blackpool, England                                     |
| 2019 | Riccardo Cocchi & Yulia Zagoruychenko  | Vereinigte Staaten    | Miami, Vereinigte Staaten                              |
| 2020 | -                                      | -                     | -                                                      |
| 2021 | Dorin Frecautanu & Marina Sergeeva     | England               | Blackpool, England                                     |
| 2022 | Dorin Frecautanu & Marina Sergeeva     | England               | Wien, Österreich                                       |
| 2023 | Dorin Frecautanu & Marina Sergeeva     | England               | Assen, Niederlande                                     |
| 2024 | Dorin Frecautanu & Marina Sergeeva     | England               | Garden Grove (Kalifornien), Vereinigte Staaten         |

### World Dance Sport Federation (WDSF)
| Jahr | Sieger                                   | Herkunft    | Austragungsort                         |
| ---- | ---------------------------------------- | ----------- | -------------------------------------- |
| 2011 | Alexey Silde & Anna Firstova             | Russland    | Luxemburg, Luxemburg                   |
| 2012 | Zoran Plohl & Tatsiana Lahvinovich       | Slowenien   | Leipzig, Deutschland                   |
| 2013 | Martino Zanibellato & Michelle Abildtrup | Dänemark    | Ostrava, Tschechien                    |
| 2014 | Martino Zanibellato & Michelle Abildtrup | Dänemark    | Horsens, Dänemark                      |
| 2015 | Andrey Zaytsev & Anna Kusminskaya        | Russland    | Dresden, Deutschland                   |
| 2016 | Andrey Zaytsev & Anna Kusminskaya        | Russland    | Moskau, Russland                       |
| 2017 | Pavel Pasechnik & Marta Arndt            | Deutschland | Leipzig, Deutschland                   |
| 2018 | Gabriele Goffredo & Anna Matus           | Moldau      | Shijiazhuang City, Volksrepublik China |
| 2019 | Gabriele Goffredo & Anna Matus           | Moldau      | Bangkok, Thailand                      |
| 2020 | -                                        | -           | -                                      |
| 2021 | Gabriele Goffredo & Anna Matus           | Moldau      | Leipzig, Deutschland                   |
| 2022 | Gabriele Goffredo & Anna Matus           | Moldau      | Leipzig, Deutschland                   |
| 2023 | Gabriele Goffredo & Anna Matus           | Moldau      | Chisniau, Moldau                       |
| 2024 | Andrea Silvestri & Varadi Martina        | Ungarn      | Budapest, Ungarn                       |

## Amateure
Die Weltmeisterschaften der Amateure in den Lateinamerikanischen Tänzen werden durch die World Dance Sport Federation (WDSF) durchgeführt.
Seit der Gründung der Amateur League des World Dance Council (WDC) im Mai 2007, wird seit dem Jahr 2008 auch durch das World Dance Council eine Weltmeisterschaft der Amateure in den Lateinamerikanischen Tänzen durchgeführt.

### World Dance Sport Federation (WDSF)
| Jahr |  | Sieger                                      | Herkunft (bei dt. Paare mit Verein)         | Austragungsort                       |
| ---- |  | ------------------------------------------- | ------------------------------------------- | ------------------------------------ |
| 1960 |  | Paul Hillion & Lucienne Hillion             | Frankreich                                  | unbekannt                            |
| 1961 |  | Karl Breuer & Ursula Breuer                 | Schwarz-Rot-Club Wetzlar, BR Deutschland    | London, Vereinigtes Königreich       |
| 1962 |  | Jürgen Bernhold & Helga Bernhold            | Club Céronne Hamburg, BR Deutschland        | unbekannt                            |
| 1964 |  | Robert Taylor & Anita Gent                  | Vereinigtes Königreich                      | unbekannt                            |
| 1965 |  | John Westley & Betty Westley                | Vereinigtes Königreich                      | unbekannt                            |
| 1966 |  | Jürgen Bernhold & Helga Bernhold            | Club Céronne Hamburg, BR Deutschland        | Bremen, BR Deutschland               |
| 1967 |  | Jürgen Bernhold & Helga Bernhold            | Club Céronne Hamburg, BR Deutschland        | London, Vereinigtes Königreich       |
| 1968 |  | Peter Neubeck & Hanni Kaufmann              | Gelb-Schwarz-Casino München, BR Deutschland | Bremen, BR Deutschland               |
| 1969 |  | Raymond Root & Francis Spires               | Vereinigtes Königreich                      | London                               |
| 1970 |  | Peter Neubeck & Hanni Kaufmann              | Gelb-Schwarz-Casino München, BR Deutschland | Münster, BR Deutschland              |
| 1971 |  | Peter Neubeck & Hanni Neubeck               | TSA im TSV 1860 München, BR Deutschland     | Berlin, BR Deutschland               |
| 1972 |  | Alan Fletcher & Hazel Fletcher              | Vereinigtes Königreich                      | unbekannt                            |
| 1973 |  | Alan Fletcher & Hazel Fletcher              | Vereinigtes Königreich                      | unbekannt                            |
| 1974 |  | Peter Maxwell & Lynn Harman                 | Vereinigtes Königreich                      | unbekannt                            |
| 1975 |  | Jan Walker & Ruth Walker                    | Vereinigtes Königreich                      | unbekannt                            |
| 1976 |  | Espen Salberg & Kirsten Salberg             | Norwegen                                    | unbekannt                            |
| 1977 |  | Jeffrey Dobbinson & Debbie-Lee London       | Vereinigtes Königreich                      | unbekannt                            |
| 1978 |  | David Sycamore & Denise Weavers             | Vereinigtes Königreich                      | unbekannt                            |
| 1979 |  | David Sycamore & Denise Weavers             | Vereinigtes Königreich                      | unbekannt                            |
| 1980 |  | Raymond Myhrengen & Gunn-Berglen Johannesen | Norwegen                                    | unbekannt                            |
| 1981 |  | Donnie Burns & Gaynor Fairweather           | Schottland                                  | unbekannt                            |
| 1982 |  | Marcus Hilton & Karen Johnstone             | England                                     | unbekannt                            |
| 1983 |  | Marcus Hilton & Karen Johnstone             | England                                     | unbekannt                            |
| 1984 |  | Colin James & Lene Mikkelsen                | Dänemark                                    | unbekannt                            |
| 1985 |  | Horst Beer & Andrea Lankenau                | TSG Bremerhaven, BR Deutschland             | Bremerhaven, BR Deutschland          |
| 1986 |  | Geir Bakke & Trine Dehli                    | Norwegen                                    | Münster, BR Deutschland              |
| 1987 |  | Knut Saeborg & Tone Nyhagen                 | Norwegen                                    | Southampton, England                 |
| 1988 |  | Knut Saeborg & Tone Nyhagen                 | Norwegen                                    | Oslo, Norwegen                       |
| 1989 |  | Hans-Reinhard Galke & Bianca Schreiber      | TTC-Rot-Weiss-Freiburg, BR Deutschland      | Montréal, Kanada                     |
| 1990 |  | Hans-Reinhard Galke & Bianca Schreiber      | TTC-Rot-Weiss-Freiburg, BR Deutschland      | Aarhus, Dänemark                     |
| 1991 |  | Bryan Watson & Claudia Leoni                | Italien                                     | Oslo, Norwegen                       |
| 1992 |  | Allan Tornsberg & Vibeke Toft               | Dänemark                                    | Edinburgh, Schottland                |
| 1993 |  | Paul Killick & Inga Haas                    | TC „Der Frankfurter Kreis“, Deutschland     | Zürich, Schweiz                      |
| 1994 |  | Louis van Amstel & Julie Fryer              | Niederlande                                 | Stuttgart, Deutschland               |
| 1995 |  | Louis van Amstel & Julie Fryer              | Niederlande                                 | Aarhus, Dänemark                     |
| 1996 |  | Ralf Müller & Olga Müller-Omeltchenko       | 1. TSC Rastatt, Deutschland                 | Kassel, Deutschland                  |
| 1997 |  | Holger Nitsche & Charlotte Egstrand         | Dänemark                                    | Göteborg, Schweden                   |
| 1998 |  | Michael Wentink & Beata Onefater            | Südafrika                                   | Bremerhaven, Deutschland             |
| 1999 |  | Matthew Cutler & Nicole Cutler              | England                                     | Bern, Schweiz                        |
| 2000 |  | Slavik Kryklyvyy & Joanna Leunis            | Belgien                                     | Miami Beach, Vereinigte Staaten      |
| 2001 |  | Andrej Skufca & Katarina Venturini          | Slowenien                                   | Ljubljana, Slowenien                 |
| 2002 |  | Franco Formica & Oksana Nikiforova          | TC Nova Gießen, Deutschland                 | Assen, Niederlande                   |
| 2003 |  | Franco Formica & Oksana Nikiforova          | TC Nova Gießen, Deutschland                 | St. Petersburg, Russland             |
| 2004 |  | Franco Formica & Oksana Nikiforova          | TC Nova Gießen, Deutschland                 | Leipzig, Deutschland                 |
| 2005 |  | Ricardo Cocchi & Joanne Wilkinson           | Italien                                     | Ostrava, Tschechien                  |
| 2006 |  | Peter Stokkebroe & Kristina Juel-Stokkebroe | Dänemark                                    | Karlsruhe, Deutschland               |
| 2007 |  | Maurizio Vescovo & Melinda Törökgyörgy      | Ungarn                                      | Vilnius, Litauen                     |
| 2008 |  | Stefano Di Filippo & Anna Melnikova         | Italien                                     | Melbourne, Australien                |
| 2009 |  | Alexey Silde & Anna Firstova                | Russland                                    | Maribor, Slowenien                   |
| 2010 |  | Alexey Silde & Anna Firstova                | Russland                                    | New York, Vereinigte Staaten         |
| 2011 |  | Zoran Plohl & Tatsiana Lahvinovich          | Kroatien                                    | Singapur, Singapur                   |
| 2012 |  | Aniello Langella & Khrystyna Moshenska      | Italien                                     | Wien, Österreich                     |
| 2013 |  | Aniello Langella & Khrystyna Moshenska      | Italien                                     | Berlin, Deutschland                  |
| 2014 |  | Aniello Langella & Khrystyna Moshenska      | Italien                                     | Ostrava, Tschechien                  |
| 2015 |  | Gabriele Goffredo & Anna Matuș              | Moldau                                      | Wien, Österreich                     |
| 2016 |  | Gabriele Goffredo & Anna Matuș              | Moldau                                      | Chengdu, Volksrepublik China         |
| 2017 |  | Gabriele Goffredo & Anna Matuș              | Moldau                                      | Wien, Österreich                     |
| 2018 |  | Armen Tsaturyan & Svetlana Gudyno           | Russland                                    | Ostrava, Tschechien                  |
| 2019 |  | Armen Tsaturyan & Svetlana Gudyno           | Russland                                    | Moskau, Russland                     |
| 2020 |  | -                                           | -                                           | -                                    |
| 2021 |  | Marius-Andrei Balan & Khrystyna Moshenska   | Schwarz-Weiß-Club Pforzheim, Deutschland    | Pforzheim, Deutschland               |
| 2022 |  | Marius-Andrei Balan & Khrystyna Moshenska   | TSC Rot-Gold-Casino Nürnberg, Deutschland   | Mülheim, Deutschland                 |
| 2023 |  | Marius-Andrei Balan & Khrystyna Moshenska   | TSC Rot-Gold-Casino Nürnberg, Deutschland   | Sibiu, Rumänien                      |
| 2024 |  | Marius-Andrei Balan & Khrystyna Moshenska   | TSC Rot-Gold-Casino Nürnberg, Deutschland   | Wuxi (Shanghai), Volksrepublik China |

### Dance Council (WDC)
| Jahr | Sieger                                    | Herkunft (bei dt. Paare mit Verein) | Austragungsort                   |
| ---- | ----------------------------------------- | ----------------------------------- | -------------------------------- |
| 2008 | Kirill Belorukov & Elvira Skrylnikova     | Russland                            | Disney Resort, Paris, Frankreich |
| 2009 | Kirill Belorukov & Elvira Skrylnikova     | Russland                            | Disney Resort, Paris, Frankreich |
| 2010 | Neil Jones & Ekaterina Sokolova           | England                             | Disney Resort, Paris, Frankreich |
| 2011 | Neil Jones & Ekaterina Sokolova           | England                             | Disney Resort, Paris, Frankreich |
| 2012 | Troels Bager & Ina Ivanova Jeliazkova     | Dänemark                            | Disney Resort, Paris Frankreich  |
| 2013 | Troels Bager & Ina Ivanova Jeliazkova     | Dänemark                            | Disney Resort, Paris Frankreich  |
| 2014 | Troels Bager & Ina Ivanova Jeliazkova     | Dänemark                            | Disney Resort, Paris Frankreich  |
| 2015 | Morten Löwe & Roselina Doneva             | Dänemark                            | Disney Resort, Paris Frankreich  |
| 2016 | Morten Löwe & Roselina Doneva             | Dänemark                            | Disney Resort, Paris Frankreich  |
| 2017 | Klemen Prasnikar & Alexandra Averkieva    | Slowenien                           | Disney Resort, Paris Frankreich  |
| 2018 | Klemen Prasnikar & Alexandra Averkieva    | Slowenien                           | Disney Resort, Paris Frankreich  |
| 2019 | Klemen Prasnikar & Alexandra Averkieva    | Slowenien                           | Dublin, Irland                   |
| 2020 | -                                         | -                                   | -                                |
| 2021 | Klemen Prasnikar & Alexandra Averkieva    | Slowenien                           | Assen, Niederlande               |
| 2022 | Salvatore Sinardi & Alexandra Kondrashova | Italien                             | Assen, Niederlande               |
| 2023 | Salvatore Sinardi & Alexandra Kondrashova | Italien                             | Assen, Niederlande               |